# Francesca Fialdini
Francesca Fialdini (Massa, 11 ottobre 1979) è una giornalista, conduttrice televisiva e conduttrice radiofonica italiana.

## Biografia
Dopo aver conseguito la laurea in scienze della comunicazione presso l'Università degli Studi di Roma "La Sapienza", inizia la sua carriera lavorando in radio come collaboratrice per la redazione esteri e come conduttrice del notiziario di Radio Vaticana nel 2004. Dal 2005 al settembre 2013 lavora come inviata e conduttrice del notiziario presente all'interno del programma A Sua immagine, in onda su Rai 1. Dal 2008 al 2012 conduce Videozine, rubrica di cinema e serie TV su Fox. 
Dal gennaio 2010 presenta la trasmissione di cultura letteraria Cultbook - Storie su Rai 2, mentre dal luglio dello stesso anno conduce insieme a Roberto Zampa il programma radiofonico Un'estate fa su Rai Radio 1. Dal novembre 2012 è inviata per il programma settimanale Fictionmania, in onda su Rai Premium. Nel luglio 2012 presenta il Premio Strega con Luca Salerno su Rai 1 e dal gennaio 2013 affianca Fabio Volo nella conduzione delle ultime 8 puntate di Volo in diretta su Rai 3. Dal 13 marzo 2013 presenta la rubrica settimanale di cinema Moviextra, in onda su Rai Movie. Nel luglio dello stesso anno conduce le prime due puntate di Movie Talk, la versione talk della rubrica Movie Drugstore, sempre su Rai Movie.
Dall'ottobre 2013 conduce con Tiberio Timperi Unomattina in famiglia su Rai 1. Nella stagione successiva approda a Unomattina, che conduce al fianco di Franco Di Mare per tre stagioni consecutive. Dal 2016 al 2018, insieme ad Alberto Matano, conduce da Sorrento tre edizioni del Premio Biagio Agnes, importante riconoscimento per l'ambito giornalistico. Nel novembre 2016 pubblica il romanzo Il sogno di un venditore di accendini per l'editrice Città Nuova e dal 19 dello stesso mese conduce la 59ª edizione dello Zecchino d'Oro insieme a Giovanni Caccamo, esperienza che ripete anche nel novembre del 2017. Nella stagione 2017/2018 passa alla conduzione di La vita in diretta, al fianco di Marco Liorni. Viene confermata alla guida del programma anche nella stagione 2018/2019, questa volta al fianco di Tiberio Timperi. Nell'estate 2018 conduce insieme ad Angela Rafanelli su Rai 3 il programma In viaggio con lei, mentre a novembre dello stesso anno è nuovamente la padrona di casa dello Zecchino d'Oro, in onda sempre su Rai 1 e giunto alla 61ª edizione.
Nella stagione 2019/2020 conduce lo speciale di Rai 1 Tutti a Scuola, ed è la padrona di casa, sempre sulla prima rete Rai di Da noi...a ruota libera. A novembre 2019, in occasione della Settimana della Ricerca in favore dell'AIRC presenta su Rai 3 insieme a Michele Mirabella la serata speciale Conta su di Noi. A maggio 2020 conduce in seconda serata su Rai 3 Fame d'amore, programma in quattro puntate che segue le vicende di un gruppo di ragazzi con disturbi alimentari e il loro percorso di cura all'interno di una comunità. A giugno dello stesso anno presenta su Rai Storia la trasmissione itinerante È l'Italia, Bellezza!, mentre a luglio, su Rai 3, conduce la trasmissione Così è la vita!.
Nella stagione 2020/2021 è riconfermata alla conduzione di Da noi... a ruota libera, nel pomeriggio domenicale di Rai 1, e della seconda stagione di Fame d'amore, in seconda serata su Rai 3. Dal 19 settembre 2020 al 19 dicembre 2020 conduce su Rai Radio 2 Milledonne e un uomo assieme a Franz Coriasco in onda il sabato dalle 18 alle 19:30 mentre dal 9 gennaio 2021 è alla guida di Radio 2 a ruota libera assieme a Max Novaresi in onda il sabato dalle 18 alle 19:30. Sabato 13 marzo 2021 su Rai 3 in prima serata conduce una puntata speciale di Fame d'amore (in occasione della giornata mondiale dedicata ai disturbi del comportamento alimentare).
Nella stagione 2021/2022 è riconfermata per il terzo anno consecutivo alla conduzione di Da noi... a ruota libera, nel pomeriggio domenicale di Rai 1, della terza stagione di Fame d'amore, in seconda serata su Rai 3 e della trasmissione radiofonica Radio 2 a ruota libera assieme a Valerio Scarponi, in onda il sabato dalle 18 alle 19:30 su Rai Radio 2. Il 3 e il 4 dicembre 2021 è tornata a condurre lo Zecchino d'Oro, questa volta insieme a Paolo Conticini. L'8 aprile 2022 conduce, insieme a Francesco Gabbani, la serata speciale Ci vuole un fiore, dedicata alla tutela dell'ambiente.
Nella stagione 2022/2023 presenta su Rai 5 l'8 settembre la serata finale del Premio Campiello, viene riconfermata alla conduzione della quarta edizione di Da noi... a ruota libera su Rai 1 e della quarta stagione di Fame d'amore su Rai 3. L'11 dicembre 2022 commenta, insieme a Mario Acampa, lo Junior Eurovision Song Contest. A dicembre 2022 conduce per la quinta volta lo Zecchino d'oro, mentre ad aprile 2023 esordisce alla conduzione della nuova edizione de Le ragazze in onda su Rai 3. A giugno dello stesso anno è la padrona di casa della 78ª edizione dei Nastri d'argento, trasmessa da Rai 1 e da Rai Movie. Nell'estate del 2023 è tra i protagonisti e testimonial di Materia viva, il primo docufilm dedicato al tema della sostenibilità, dell’economia circolare e dei RAEE (rifiuti di apparecchiature elettriche ed elettroniche), trasmesso giovedì 31 agosto in seconda serata su Rai 3.
Nell'autunno 2023 apre la stagione televisiva con la conduzione dell'evento OnDance - Ballo in bianco, la più grande lezione di danza alla sbarra ideata e diretta da Roberto Bolle in diretta da Piazza Duomo a Milano e trasmessa in diretta da Rai 1. Sabato 16 settembre conduce dal Teatro La Fenice di Venezia la serata finale del 61º Premio Campiello, trasmessa in diretta da Rai 5. Da domenica 17 settembre conduce al pomeriggio della domenica su Rai 1 la quinta edizione del programma Da noi... a ruota libera. Giovedì 21 settembre, nella giornata mondiale dedicata all’Alzheimer, accompagna gli spettatori tra le storie del docufilm La memoria delle emozioni, trasmesso in prima serata su Rai 3. Da domenica 8 ottobre è per il quinto anno la padrona di casa del programma Fame d'amore, in onda in seconda serata per otto appuntamenti su Rai 3. Dal 13 aprile al 4 maggio conduce al sabato sera su Rai 3 per il secondo anno consecutivo il programma  Le ragazze.
Nella stagione 2024/2025, a partire da domenica 15 settembre, torna su Rai 1 per il sesto anno alla guida di Da noi... a ruota libera. Sabato 21 settembre dal Teatro La Fenice di Venezia conduce, in diretta su Rai 5, la serata finale del 62º  Premio Campiello. Dal 1º ottobre dello stesso anno conduce su Rai 3, questa volta al martedì in prima serata, la decima stagione de Le ragazze. Sempre per la terza rete Rai l'8 ottobre alle 15:25 conduce in diretta dal Palazzo dei Congressi di Roma Ma che Musica!, un concerto evento dell'Orchestra Sinfonica Nazionale della Rai in occasione dei 100 anni del servizio pubblico. Giovedì 26 dicembre e 2 gennaio presenta su Rai 3 in seconda serata gli speciali Roma tra arte e fede. Da domenica 5 gennaio conduce in seconda serata sempre per la terza rete Rai la sesta stagione di Fame d'amore. Dal 18 febbraio ritorna al timone di una nuova stagione de Le ragazze. Il 14 aprile è la co-conduttrice di GialappaShow, al fianco del mago Forest.

## Televisione
- A Sua immagine (Rai 1, 2005-2013) – inviata e conduttrice del notiziario
- A Sua immagine - XXIII Giornata Mondiale della gioventù (Rai 1, 2008)
- Videozine (Fox, 2008-2012)
- Cultbook - Storie (Rai 2, 2010-2012)
- Fictionmania (Rai Premium, 2012-2014) – inviata
- Premio Strega (Rai 1, 2012)
- Volo in diretta (Rai 3, 2013)
- Moviextra (Rai Movie, 2013-2014)
- Movie Talk (Rai Movie, 2013)
- Cine Talk (Rai Movie, 2013-2014)
- Unomattina in famiglia (Rai 1, 2013-2014)
- Unomattina (Rai 1, 2014-2017)
- Concerto di Natale dal Senato (Rai 1, 2014-2017)
- Via Crucis (Rai 1, 2015-2019) – lettura delle meditazioni
- Zecchino d'Oro (Rai 1, 2016-2018, 2021-2022)
- La partita del cuore (Rai 1, 2016)
- Premio Biagio Agnes (Rai 1, 2016-2018)
- La vita in diretta (Rai 1, 2017-2019)
- 60 Zecchini (Rai 1, 2017) – giurata
- In viaggio con lei (Rai 3, 2018)
- Tutti a scuola (Rai 1, 2019)
- Da noi... a ruota libera (Rai 1, dal 2019)
- Conta su di noi - Speciale AIRC (Rai 3, 2019)
- Telethon (Rai 1, 2019-2021, 2023)
- Fame d'amore (Rai 3, dal 2020)
- È l'Italia, Bellezza! (Rai Storia, 2020)
- Così è la vita (Rai 3, 2020)
- Speciale Fame d'amore (Rai 3, 2021)
- Ci vuole un fiore (Rai 1, 2022)
- Premio Campiello (Rai 5, 2022-2024)
- Junior Eurovision Song Contest (Rai 1, 2022) – commentatrice
- Le ragazze (Rai 3, dal 2023)
- Nastri d'argento (Rai Movie, Rai 1, 2023)
- Ballo in bianco (Rai 1, 2023)
- Ma che musica! - L'orchestra Sinfonica della Rai festeggia i Cento anni del Servizio Pubblico (Rai 3, 2024)
- Roma tra arte e fede (Rai 3, 2024-2025)
- GialappaShow (TV8, 14 Aprile 2025) - co-conduttrice

### Web TV
- #OnePeopleOnePlanet – Earth Day 2021 (Rai Play, 2021)

## Radio
- Radiogiornale (Radio Vaticana, 2004-2008)
- Un'estate fa (Rai Radio 1, 2010)
- Milledonne e un uomo (Rai Radio 2, 2020)
- Radio 2 a ruota libera (Rai Radio 2, 2021-2022)

## Filmografia

### Televisione
- Un passo dal cielo, regia di Riccardo Donna – serie TV, episodio 5x02 (2019)
- Materia viva, regia di Andrea Frassoni, Marco Falorni, Stefania Vialetto – docufilm (2023)
- La memoria delle emozioni, regia di Marco Falorni – docufilm (2023)

## Libri
- Francesca Fialdini, Il sogno di un venditore di accendini, con un saggio di Gian Carlo Perego L'integrazione in atto nelle nostre città, Roma, Città nuova, 2016, ISBN 978-88-311-2871-1.
- Francesca Fialdini, Charlie e l'ocarina, illustrazioni di Monica Bauleo, Milano, Paoline, 2019, ISBN 978-88-315-5203-5.
- Leonardo Mendolicchio, Nella tana del coniglio: quando la lotta con il cibo diventa un'ossessione, prefazione di Francesca Fialdini, Roma, Rai Libri, 2023, ISBN 978-88-397-1877-8.

## Eventi
- Selezioni Zecchino d'Oro (2012, 2016-2017)
- III Seme della Creatività (Roma, Antica pesa, Marzo 2014)[17]
- Virtualmente - l'insostenibile o la sostenibile leggerezza del virtuale (Milano, Aula Pio XII Università Sacro Cuore, maggio 2015)[18]
- Festival Francescano (Bologna, 2016)[19]
- Premio Rapallo Carige (Rapallo, Chiosco della musica, luglio 2017)[20]
- 90º anniversario Banda musicale della Polizia di Stato (Milano, Teatro alla Scala, 2018)[21]
- Giornata della Memoria (Roma, Quirinale, gennaio 2019)[22]
- Castiglione Cinema 2019 - RdC Incontra (Castiglione del Lago, maggio 2019)[23]
- Senza Rete. Storie vere di minori vittime di cyberbullismo (Roma, Auditorium Parco della Musica, febbraio 2023)[24]
- Festival del Giornalismo d'inchiesta delle Marche Gianni Rossetti (Castelfidardo, Salone degli Stemmi del Palazzo Comunale, settembre 2023)[25]

## Riconoscimenti
- 2015 – Premio Grand Prix Corallo, Alghero
- 2016 – Premio Internazionale di giornalismo di Ischia, menzione speciale[26]
- 2019 – Giornata dello sportivo massese, premio per il giornalismo[27]
- 2019 – Premio Anna Magnani categoria Premio Speciale TV[28]
- 2019 – Premio Guidarello per il programma In viaggio con Lei[29]
- 2019 – Magna Grecia Awards come voce narrante della passione di Gesù in diretta mondiale con il Santo padre dal Colosseo di Roma[30]
- 2021 – Premio Biagio Agnes per il programma Fame d'amore
- 2021 – Premio Moige per il programma Fame d'amore
- 2023 – Premio Nadia Toffa per il lavoro giornalistico di prevenzione fatto con il programma Fame d'amore
- 2023 – Premio Elsa Morante Sezione Comunicazione
- 2023 – FED Awards 2023[31]
- 2023 – Premio Moige per il programma Da noi... a ruota libera[32]